# Lille MHC
Le Lille Métropole Hockey Club parfois appelé couramment Lille MHC est un club français de hockey sur gazon fondé en 1924 et basé à Lambersart près de Lille. Les équipes féminines et masculines du club évoluent parmi l'élite nationale : Championnat de France de hockey sur gazon et Championnat de France de hockey sur gazon féminin.

## Histoire
Lille fut d'abord représenté par L'Iris Club Lillois puis par l'Olympique Lillois. Certains membres de la section hockey de l'OL décident de prendre leur indépendance et fondent un nouveau club en 1924 : le Lille Hockey Club.
En raison de la politique d'intercommunalité qui ne subventionnent que les clubs ayant dans leur nom la mention "Lille Métropole", le club change de nom au début des années 2000.
Pierre Prieur, Guy Chevalier, Félix Grimonprez, Albert Vanpoulle, Maurice Dobigny, Patrick Burtschell, Anne-Bénédicte Buschaert (épouse Desmettre, institutrice près de Fussy et à l'origine de la création du Bourges Hockey sur gazon, qu'elle préside), Olivier Moreau, Frédéric Soyez, Antoine Moreau, Cédric Dagostino, Arnaud et Thomas Becuwe, Christelle Lafaury, Marion Rehby, Viktor Lockwood, ont évolué au Lille HC (ou clubs antérieurs).

## Palmarès

### Section masculine
En salle
- Coupe d'Europe des clubs champions : 1997 à Budapest
- Champion de France masculin : 1970, 1971, 1974, 1979, 1981, 1985, 1992, 1994, 1996, 1997, 1998, 2000, 2001, 2002, 2003, 2005, 2011, 2012

Sur gazon
- EuroHockey Club Champions Trophy : 2002 à Wettingen, et 2012 à Lille (face au Kelburne Hockey Club)
- EuroHockey Cup Winners Trophy : 
  - Vainqueur : 2004 à Prague, et 2007 à Gibraltar
  - Finaliste : 1992 et 1993
- Champions de France : (16) 1925, 1927, 1928, 1936, 1947, 1964, 1965, 1966, 1984, 1997, 1999, 2000, 2001, 2003, 2012, 2024

### Section féminine
Sur gazon
- Championnes de France : (8) 2001, 2002, 2004, 2007, 2011, 2017, 2018, 2019